# California (There Is No End to Love)
California (There Is No End To Love) es una canción del grupo de rock irlandés U2, la cuarta pista del álbum Songs of Innocence.
Se trata de uno de los temas que el grupo dedica a lugares emblemáticos. Comienza con unos coros que recuerdan al clásico de los Beach Boys “Barbara Ann”.

## Interpretación en directo
Esta canción fue un tema recurrente en el Innocence + Experience Tour, siendo interpretado también a menudo en el The Joshua Tree Tour 2017, siendo tocado unas 120 veces entre ambas giras.

## Créditos
- Bono, letra, voz
- The Edge, guitarra, segunda voz
- Adam Clayton, bajo
- Larry Mullen Jr., batería, percusión, coros
- Danger Mouse, producción